# Kovačići kod Slatine (Foča, BiH)
Kovačići su naseljeno mjesto u općini Foči, Republika Srpska, BiH. Popisano su kao samostalno naselje na popisu 1961. (Kovačići (F)), a na kasnijim popisima ne pojavljuje se, jer je 1962. pripojeno Slatini (Sl.list NRBiH, br.47/62). Nalaze se na istočno od Slatine, prema Lađevcima.

## Stanovništvo
| Narod     | Popis 1961. |
| --------- | ----------- |
| Hrvati    |             |
| Muslimani |             |
| Srbi      | 68          |
| ostali    |             |
| Ukupno    | 68          |